# Старий Дзебалтув
Старий Дзебалтув (пол. Stary Dziebałtów) — село в Польщі, у гміні Конське Конецького повіту Свентокшиського воєводства.
Населення — 445 осіб (2011).
У 1975-1998 роках село належало до Келецького воєводства.

## Демографія
Демографічна структура на день 31 березня 2011 року:
|          | Загалом | Допрацездатний вік | Працездатний вік | Постпрацездатний вік |
| -------- | ------- | ------------------ | ---------------- | -------------------- |
| Чоловіки | 232     | 45                 | 151              | 36                   |
| Жінки    | 213     | 41                 | 115              | 57                   |
| Разом    | 445     | 86                 | 266              | 93                   |